# Heizo Schulze
Heizo Schulze (* 31. März 1967 in Magdeburg) ist ein deutscher Designer, Medienkünstler und Filmregisseur. Seit  2005 hat er an der Technischen Hochschule Ostwestfalen-Lippe eine Professur für Audiovisuelle Mediengestaltung inne.

## Leben und Ausbildung
Heizo Schulze absolvierte nach dem Schulabschluss in seiner Geburtsstadt Magdeburg eine Lehre zum Schrift- und Grafikmaler. 1989 floh er wenige Wochen vor dem Mauerfall aus der DDR über Jugoslawien in die Bundesrepublik Deutschland. In Hannover studierte er Design für elektronische Medien an der Fachhochschule Kunst & Design.
Als Abschlussfilm drehte Schulze den Kurzspielfilm Raw Data (1998), u. a. mit Ulrike Hübschmann und Helmut Rühl, der am 23. August 1999 im öffentlich-rechtlichen Fernsehen (NDR) ausgestrahlt wurde. Der Film handelt von einem Jungen namens Till, der nur noch an seinen Computer angeschlossen existieren kann. Der Kontakt zu Mutter und Ärzten ist abgebrochen, da es keine gemeinsame Ebene mehr gibt. Das Budget für das Drama betrug rund 150.000 D-Mark.
Schulze übernahm eine Tätigkeit als Künstlerischer Mitarbeiter am Filminstitut der Universität der Künste, Berlin. Danach arbeitete Schulze als Wissenschaftlicher Mitarbeiter am Institut für Medienforschung der Hochschule für Bildende Künste, Braunschweig. Außerdem: Mitarbeit im Learning Lab Lower Saxony, Hannover. Ab dem Jahr 1997 wirkte er als freiberuflicher Designer und Medienkünstler. Im Jahr 2005 übernahm er eine Professur für Audiovisuelle Mediengestaltung an der Technischen Hochschule Ostwestfalen-Lippe.

## Privates
Heizo Schulze ist verheiratet, Vater zweier Kinder und lebt in Berlin.

## Werke
- Raw Data (Kurzspielfilm, 35 mm, 1998, Regie: Heizo Schulze)[3]
- Die Grüne Reise, Videos zu Songs von Achim Reichel
- (A. R. & Machines (Achim Reichel) – Die Grüne Reise CD + DVD – 1971)[4]
- Konfabulator 0009 (interaktive Installation für die Ausstellung Mythos im Lippischen Landesmuseum Detmold)[5]
- Chroniken Online[6]
- Papua gegen uns (Dokumentarfilm 2006, Regie/Kamera: Heizo Schulze, HZO Film & Medien[7])
- Jesus war so cool (Music Video für Herbst in Peking, 2007)[8]
- Movie Stops Tomorrow (Music Video für Herbst in Peking, 2007)[9]
- Movie Pulse (Apple Watch-App für Filmfans, zeichnet Herzfrequenz auf)
- setscene auf YouTube (The Compendium of Film Sets)

## Wissenschaftliche Veröffentlichungen
- setscene – Räume als Basis der Filmanalyse, in Mediale Räume, DesignWissen, Kadmos Verlag, Berlin 2017.[10]
- Learning Visual Programming by Creating a Walkable Interactive Installation, Mitautor: Proceedings of the 10th Audio Mostly: A Conference on Interaction With Sound, Aristotle University of Thessaloniki, Thessaloniki, Greece, ACM, New York, USA 2015.
- Leveraging Pattern Applications via Pattern Refinement, Mitautor: PURPLSOC: Pursuit of Pattern Languages for Societal Change, Danube University Krems, Austria 2015.[11]
- Virtual Patient – Interactive Dialogue, International Society for Photogrammetry and Remote Sensing (ISPRS) 2005.[12]
- Kapitel: Open Economy. In: Andreas Schwill (Hrsg.): Grundfragen multimedialer Lehre. Tagungsband des 1. Workshops GML 2003, 10.–11. März 2003 an der Universität Potsdam. ISBN 3-8330-0761-3.